# Edisson Jordanov
Edisson Lachezarov Jordanov (en búlgaro: Едисон Лъчезаров Йорданов; Rostock, Alemania, 8 de junio de 1993) es un futbolista germanobúlgaro que juega como centrocampista en el K Beerschot VA de la Segunda División de Bélgica.
Su padre, de origen búlgaro, emigró hacia la entonces Alemania Democrática en 1988, y su madre es alemana.

## Selección nacional
Ha sido internacional con las selecciones sub-15, sub-16 y sub-19 de Alemania.
En 2012 rechazó una invitación para jugar con la sub-21 de Bulgaria, pero en 2013 fue parte del equipo. Hizo su debut con Bulgaria sub-21 en septiembre de ese mismo año. Nueve años después logró estrenarse con la selección absoluta en un amistoso ante Ucrania que finalizó en empate a uno.

## Clubes
| Club                 | País       | Año       |
| -------------------- | ---------- | --------- |
| Hansa Rostock II     | Alemania   | 2012      |
| Hansa Rostock        | Alemania   | 2012-2013 |
| Borussia Dortmund II | Alemania   | 2013-2015 |
| Stuttgarter Kickers  | Alemania   | 2015-2016 |
| Preußen Münster      | Alemania   | 2016-2017 |
| F91 Dudelange        | Luxemburgo | 2017-2019 |
| RE Virton            | Bélgica    | 2019-2020 |
| Union Saint-Gilloise | Bélgica    | 2020-2021 |
| KVC Westerlo         | Bélgica    | 2021-2025 |
| K Beerschot VA       | Bélgica    | 2025-     |

## Palmarés

### Campeonatos nacionales
| Título                          | Club                 | País       | Año  |
| ------------------------------- | -------------------- | ---------- | ---- |
| Bundesliga sub-19               | Hansa Rostock sub-19 | Alemania   | 2010 |
| División Nacional de Luxemburgo | F91 Dudelange        | Luxemburgo | 2017 |
| Copa de Luxemburgo              | F91 Dudelange        | Luxemburgo | 2017 |
| División Nacional de Luxemburgo | F91 Dudelange        | Luxemburgo | 2018 |
| División Nacional de Luxemburgo | F91 Dudelange        | Luxemburgo | 2019 |
| Copa de Luxemburgo              | F91 Dudelange        | Luxemburgo | 2019 |